# 唐杰忠
唐杰忠（1932年9月14日—2017年6月18日），男，山东黄县人，中国相声、影视演员。常常同马季、姜昆登台演出。

## 关于
唐杰忠少年时期便表演相声，1949年参军做部队文工团团员，曾涉猎多种表演艺术，具有多才多艺的全面修养。1964年调入中央广播说唱团。先后与刘宝瑞、马季、郝爱民、姜昆等名家搭档。1985年至1991年，连续七年于中央电视台春节联欢晚会中演出相声节目，并多次担任文艺晚会的节目主持人。1986年在全国新曲目大赛中，与姜昆合演的相声《新兵小传》获表演一等奖。2010年获第六届中国曲艺牡丹奖·终身成就奖。
2017年6月18日晚病逝，享年85岁。

## 代表作
- 《找舅舅》
- 《友谊颂》
- 《海燕》
- 《高原彩虹》
- 《新“桃花源记”》
- 《彬彬有礼》
- 《父與子》
- 《英雄启事》
- 《新兵小传》
- 《照像》
- 《虎口遐想》
- 《电梯风波》
- 《歌唱流派》
- 《着急》
- 《楼道曲》
- 《辞职以后》
- 《夫妻之间》